# Jean-Pierre Jaussaud
Jean-Pierre Jaussaud (Caen, 3 giugno 1937 – Hérouville-Saint-Clair, 22 luglio 2021) è stato un pilota automobilistico francese, noto per aver vinto la 24 Ore di Le Mans nel 1978 e nel 1980.

## Biografia

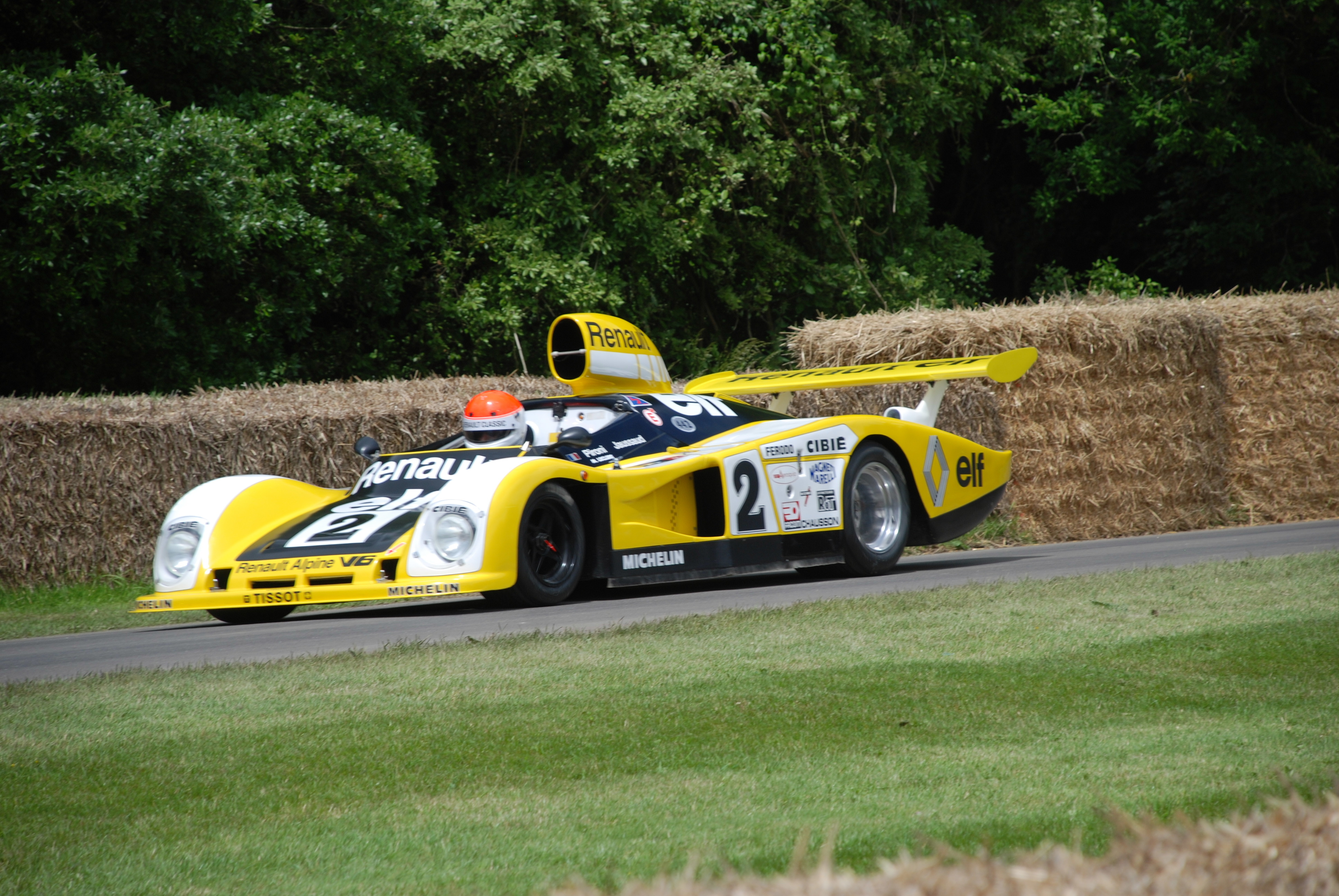
Una Alpine A442B con cui vinse insieme a Pironi la Le Mans 1978

Nato a Caen nel Calvados, ha iniziato a correre nel 1962, prendendo parte a corsi di guida nella Jim Russell Drivers School e nella Winfield Racing School. Nel 1964 inizia a correre in Formula 3, vincendo il titolo francese nel 1970.

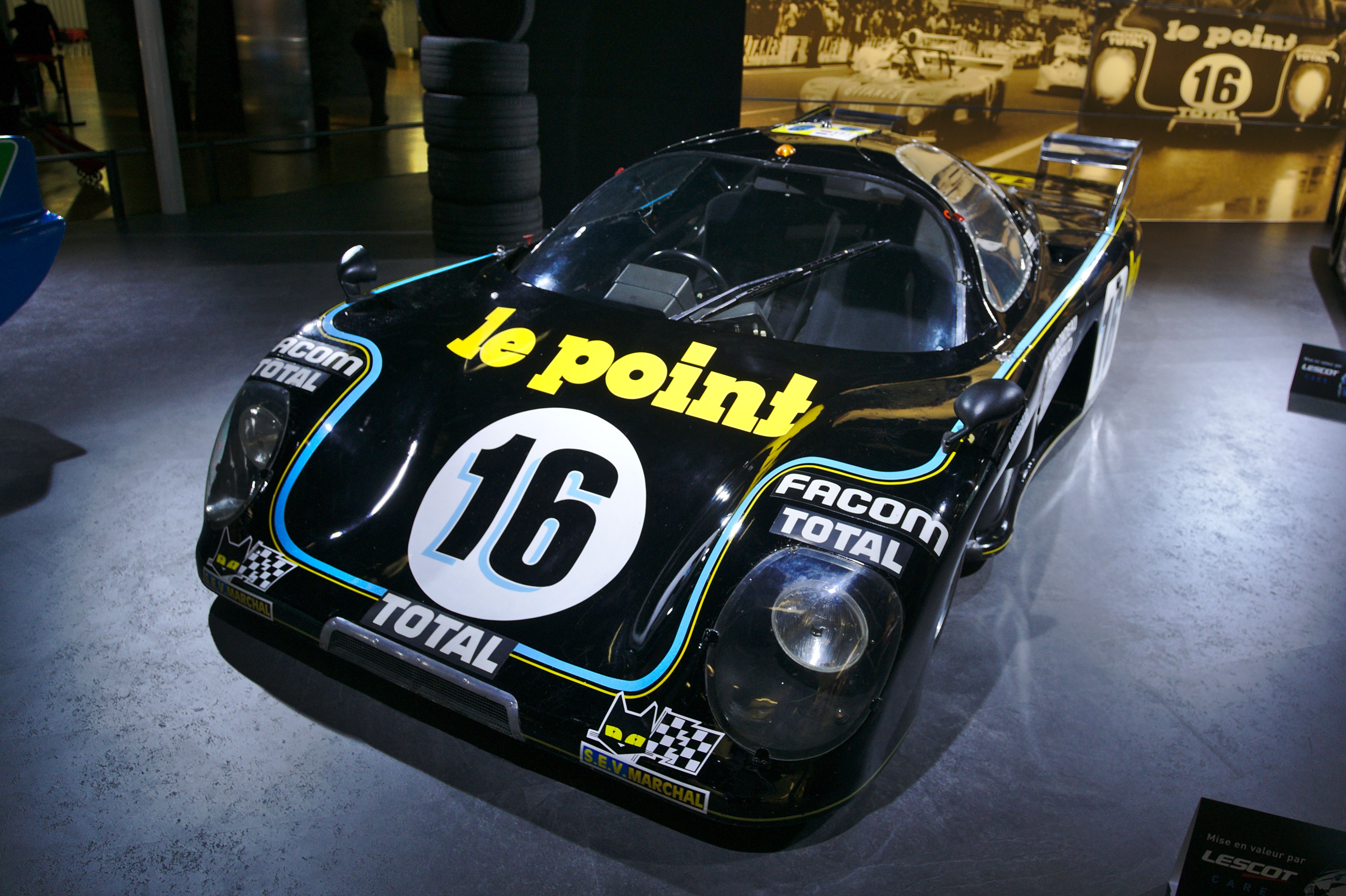
La Rondeau M379B con cui vinse a Le Mans 1980

Nel 1971 passa in Formula 2. Nel 1975 Jaussaud lascia le monoposto per passare nelle gare endurance, dove vinse nel 1978 con Didier Pironi la 24 Ore di Le Mans.
Sebbene abbia testato alcune monoposto Renault da F1, Jaussaud ha sempre corso con vetture da turismo e endurance, vincendo il campionato francese turismo nel 1979 su una Triumph Dolomite. In coppia con Jean Rondeau, nel 1980 ha vinto una seconda volta a Le Mans e prese parte al Rally Parigi-Dakar per la squadra di Rondeau. Jaussaud ha continuato a correre fino al 1992, anno in cui si è ritirato per diventare un istruttore di vetture da corsa.
Muore per una crisi cardiaca il 22 luglio 2021 all'età di 84 anni.